# Dževad Karahasan
Dževad Karahasan, né le 25 janvier 1953 à Duvno (république socialiste de Bosnie-Herzégovine, république fédérative socialiste de Yougoslavie) et mort le 19 mai 2023 à Graz (Autriche), est un écrivain et philosophe yougoslave puis bosniaque,.

## Liminaire
Dževad Karahasan a reçu le prix Herder et la médaille Goethe pour ses écrits.
En 2020, la ville de Francfort lui a décerné le prix Goethe,.

## Biographie
Dževad Karahasan naît à Duvno (actuellement Tomislavgrad) dans une famille bosniaque. Il décrit son père comme un « communiste religieux » et sa mère comme une « musulmane dévouée ». Il a souvent passé du temps avec des frères franciscains dans le monastère local.

### Éducation
Dževad Karahasan étudie la littérature et le théâtre à l'université de Sarajevo et obtient son doctorat de la Faculté de Philosophie de l'université de Zagreb.
En 1993, Karahasan fuit la guerre pour Sarajevo, une ville qui joue un rôle central dans son travail. De 1986 à 1993, Karahasan est chargé de cours en théorie du théâtre et en théorie dramatique et est doyen de l'Académie des arts du spectacle de l'Université de Sarajevo. Depuis 1993, il est lecteur invité dans diverses universités européennes, dont Salzbourg, Berlin et Göttingen.

### Mort
Dževad Karahasan meurt le 19 mai 2023 à Graz (Autriche).

## Distinctions
Karahasan a reçu de nombreux prix, dont :   
- Prix de rédaction européen Charles Veillon (1994)
- Prix Bruno Kreisky des livres politiques (1995)[8]
- Prix Herder (1999)
- Prix du livre de Leipzig pour les relations européennes (2004)
- Prix Vilenica (2010)[9]
- Médaille Goethe (2012)
- Prix Goethe (2020)[3],[10],[11]

## Publications

### Romans et essais
- The Eastern Divan, 1993  (ISBN 3-85129-084-4)
- Sarajevo, Exodus of a City, 1993  (ISBN 1-56836-057-6)
- About the exile in the open society, 1994
- King's legends, 1996  (ISBN 3-910161-73-1)
- « Citizen Handke, Serbs people » dans The anxiety of the poet from reality, 1996  (ISBN 3-88243-412-0)
- « Should 'Faust' be saved? » dans Freedom.Equality.Fraternity. Festival de Brégence, 1996
- The Rink of Shahrijar, 1997  (ISBN 3-87134-239-4)
- Forms of life (sur le théâtre, avec Herbert Gantschacher), 1999  (ISBN 3-85266-041-6)
- The questions to the calendar, 1999  (ISBN 3-85266-118-8)
- Sara and Serafina, 2000  (ISBN 3-87134-409-5)
- The book of Gardens, 2002
- Poetics at the Border (avec Markus Jaroschka), 2003  (ISBN 3-85489-084-2)
- The Night Council, 2006  (ISBN 3-458-17291-2)
- Reports from The Dark World, 2007  (ISBN 978-3-458-17337-3)
- The Shadows of The Cities, 2010  (ISBN 978-3-458-17451-6)
- The Solace of the Night Sky, 2015

### Théâtre
(mai 2023).
- The Wheel of St. Catherine, National Theatre Sarajevo, 1990
- Abdullah Ibn al-Muqaffa, Theatre Akzent (de), Vienne, par ARBOS – Company for Music and Theatre, 1994[12]
- The Song of Fools of Europe, Literary installation of a libretto, together with Herbert Gantschacher, Künstlerhaus Salzbourg par ARBOS – Company for Music and Theatre, 1994
- Povuceni Andjeo, Danube Festival in Krems par ARBOS - Company for Music and Theatre, 1995
- The Concert of Birds, Künstlerhaus Salzbourg par ARBOS – Company for Music and Theatre, 1997  (ISBN 3-85266-037-8)
- The Atlas of Feelings, Francfort/Oder, 1999
- Woyzeck adopted from the fragment of Georg Büchner, National Theatre Sarajevo, 1999
- Babylon or The Trip of The Beautiful Jutte, European Cultural Centre Erfurt par ARBOS – Company for Music and Theatre, 1999
- The Strangers ARBOS – Company for Music and Theatre, Vienne, 2001
- UROBOS: Project Time, avec Herbert Gantschacher, Singapore Arts Festival par ARBOS – Company for Music and Theater, 2001
- Snow and death (adopted by Herbert Gantschacher) ARBOS – Company for Music and Theatre, 2002
- On the edge of the desert neuebuehnevillach par ARBOS – Company for Music and Theatre, 2003
- An old Oriental Fable, ARBOS – Company for Music and Theatre, 2004
- The Death of Empedocles adopted from the fragment of Friedrich Hölderlin together with Herbert Gantschacher, ARBOS – Company for Music and Theatre, 2005
- The One and The Other, ARBOS – Company for Music and Theatre, 2005
- Banquet neuebuehnevillach par ARBOS – Company for Music and Theatre, 2005  (ISSN 1012-4705)
- The Maps of The Shadows, ARBOS – Company for Music and Theatre, 2009
- Principle Gabriel, ARBOS – Company for Music and Theatre, 2014[13]